# DJ ACE

ACE1 / DJ ACE（エースワン / ディージェイ・エース)」、1982年10月4日 - ）は、日本のファッションデザイナーであり、ミュージックプロデューサー、DJ、モデル、実業家である。神奈川県出身。
AK-69が代表を務めるFlying B Entertainment所属。
世界最大手のEDMレーベル・スピニンレコードのタレントプールに参加し、日本人初の世界1位を獲得。
LOUDのDJランキングでは2012年に15位、2013年には8位にランクイン。
世界最大級の音楽フェスティバルであるウルトラミュージックフェスティバル（ULTRA）、エレクトリック・デイジー・カーニバル（EDC）、アムステルダムダンスイベント（ADE）等に出演する他、これまでに十数ケ国60都市以上で公演。
男性向けカルチャーファッション誌SOUL Japanのメインモデルを創刊から務める。
身長183cm、体重74kg。B型。
現在はDJ ACE名義は使用しておらず「ACE1」として活動している。

## 人物・来歴
2007年、アパレルブランド『TopRebeL』を設立。故・梵天太郎氏やBlack　Flysとのコラボを定期的に手掛ける。
2008年、ミリオン出版の男性向けストリートファッション誌『SOUL Japan』創刊。創刊号から5号連続で表紙を飾る。
2008年、有線のクラブミュージックチャンネルであるC-16、D-54の毎週土曜日を担当。（～2012年）
2011年、ファームレコードよりiTunesデジタル配信限定CDをリリース。iTunes のダンスミュージック・アルバム部門でランキング2位を獲得。
2012年、音楽サイトiLoudによるDJランキング50/50において初登場で15位にランクイン。
2012年、ビクターよりイギリスの人気音楽誌DJ Magazine(DJ MAG)によるDJランキングTOP100DJsに毎年ランクインするインフェクテッド・マッシュルームとのWネームCDアルバムPSYCHEDELIC RAVE -DJ ACE vs Infected Mushroom-をリリース。このアルバムにはアーティストのZEEBRAやRIZEのJESSEが参加し、スペインNutek RecordのCPUとのWネーム楽曲も収録。
2013年、同じくDJランキングで8位にランクイン。
2013年、自身がプロデュースするアパレルブランドがドンキホーテにて全国展開される。
2014年、自身がブランドアンバサダーを務めるカナダのマスタリングツールLANDRとの企画でDJ MIXをMixcloudにUPし、世界チャート1位を獲得。
2016年5月、オリジナルシングルをブラジル・サンパウロのレーベルよりリリース。
2016年6月、オリジナルシングルをニューヨークのレーベルよりリリース。
2016年9月、新曲のEmpireがスピニンレコードのタレントプールで日本人初、世界1位を獲得。
2016年11月、TopRebeLのディレクター・デザイナーを退任し、新たにロサンゼルス・ニューヨーク・東京の各デザイナーによってディレクションされるファッションブランドSTRAITEの東京代表デザイナーに就任。
2018年4月、AK-69が代表を務めるマネージメント事務所「Flying B Entertainment」に電撃加入。
2018年8月、AK-69、UVERworldによる「ONE LIFE」のオフィシャルACE1 Remixを発表。
2018年10月、オランダで開催される世界最大級のダンスミュージックカンファレンス「Amsterdam Dance Event (ADE)」にオフィシャルアーティストとしてラインナップされる。
2019年4月、渋谷のクラブWOMBにて自身のレジデントパーティー「A the ONE」を開催。
2019年5月、世界三大フェスの１つ、エレクトリック・デイジー・カーニバル　ジャパン(EDC Japan)に出演。
2019年7月、マレーシアで行われた世界三大フェスの１つ、トゥモローランドのUNITEに出演。
2019年7月、クロアチアで行われた世界三大フェスの１つ、ウルトラミュージックフェスティバル ヨーロッパに出演。
2019年10月、オランダで開催される世界最大級のダンスミュージックカンファレンス「Amsterdam Dance Event (ADE)」内のViniVici主宰の「Club AMF Alteza」にWHITENO1SE、RealityTestらと共に出演。
2020年、自身の楽曲「Party All Night」を世界のトップDJ・Ummet Ozcanがサポート、ポッドキャストでプレイされ、同曲のリミックスはオーストラリアのiTunesで1位を獲得。
2021年、格闘技興行ONE Championshipの日本大会にてサウンドプロデュース兼DJを担当。
2022年、アメリカ・ロサンゼルスに拠点を移し、サンタモニカのビーチでサンセットマジックアワーを活用したDJライブを行いYouTubeに投稿。
2024年11月、カカ、ダビドシルバ、ダービッツ、サビオラ、マテラッツィ、トレセゲ等レジェンドのサッカー選手らが集結し行われたダイヤモンドカップにて、自身が運営するアパレルブランドSTRAITEがオフィシャルブランドサプライヤーとなり、ワールドレジェンドチーム、Jクラシックチームの全選手が着用したセットアップ・Tシャツをデザイン。
2025年1月、女性ダンスボーカルグループBLACK DIAMONDのプロデューサーに就任。

## 出演
雑誌
- 大洋図書 SOUL Japan
- 大洋図書 LEGEND
- 大洋図書 BITTER
- 大洋図書 MEN'S KNUCKLE
- 大洋図書 egg
- 株式会社サイゾー サイゾー

テレビ
- NHK 「東京カワイイTV」
- MONDO TV 「実録!アウトローファッション」
- AbemaTV 「FRESH -AWA Music channel-」
- AbemaTV「SMASH HIT」

イベント (国内)
- EDC Japan 2019 / ZOZOマリンスタジアム
- Wired Music Festival / ナガシマスパランド
- EYELAND Music Festival
- Water Wars / 江ノ島特設ステージ
- Musical Rush
- モーターショー東京オートサロン
- モーターショー大阪オートメッセ
- 69 Party / SEL OCTAGON TOKYO
- WARP / 東京
- agaHa / 東京
- WOMB / 東京
- atom / 東京
- CAMELOT / 東京
- ELE TOKYO / 東京

イベント (海外)
- Ultra Music Festival Europe 2019 / クロアチア
- Amsterdam Dance Event / オランダ
- UNITE with TOMORROWLAND / マレーシア
- SKY GARDEN / インドネシア
- OCTAGON / 韓国
- ILLUZION / タイ
- ISY Music Festival / 中国
- UNITY Music Festival / 中国
- GINZA Night Club / アメリカ
- Above Ultra Lounge / アメリカ
- Artistly / アメリカ
- IDCR Festival / インドネシア
- Triple Nine / インドネシア
- Center Stage / インドネシア
- Global Executive Club / インドネシア
- Insanity / タイ
- Hollywood pattaya / タイ
- Party98 / 中国
- 18TC / 台湾
- Lamp Disco / 台湾
- Pioneer / ミャンマー
- Land Of Dream Festival / ベトナム
- Rose / 香港
- Maggie Choo's / 香港